# Andreaea tunariensis
Andreaea tunariensis är en bladmossart som beskrevs av Brotherus 1916. Andreaea tunariensis ingår i släktet sotmossor, och familjen Andreaeaceae. Inga underarter finns listade i Catalogue of Life.